# ますおかちゃんねる
学研StudyTime ますおかちゃんねるはニッポン放送の深夜放送。パーソナリティはますだおかだ。2007年4月6日スタート、2012年3月30日終了。放送時間は金曜日24:00-24:20（2008年4月から9月の間は23:50-24:10）。学研教育出版の一社提供。
ニッポン放送のデジタルラジオおよびradikoの番組表では「ますおかチャンネル」と表記されている。

## 概要
- 2007年4月6日、目からウロコ!24（パーソナリティは岡田圭右）の後番組として放送開始。生放送ではなく収録である。
- 2007年8月12日、ニッポン放送本社のイマジンスタジオにて公開録音を行う。その後も毎年8月に公開録音を行っている。
- ニッポン放送のみでの放送であるものの、オールナイトニッポンのようなネット番組同様、CMの後には若干フィラーが入る。

## ちゃんねる紹介（コーナー紹介）
さまざまな教育番組をザッピングで送るという設定。そのため、コーナー名や効果音などに学校を意識したものが使われる。

### 現在のコーナー
- 学級会（←メールちゃんねる 改め）
  - もしもあの人がtwitterをやっていたら あいtwitter - もしもあの芸能人がtwitterをやっていたらどんなことをつぶやくかを募集するコーナー。大抵は昭和プロレス、野球、芸能ネタであり、ますだおかだのラジオ番組でのネタコーナーではおなじみの流れ。
- テストの時間（教育ちゃんねる→勉強の時間 改め） - 増山さやかの皮肉を込めたナレーションの後、増田英彦とリスナーが学研の書物から出題されたクイズで対決する。3本勝負で、2勝するとニンテンドーDS用の学研の学習ソフトが、3連勝するとDS本体がもらえる。増田は手加減をしないため、リスナーはなかなか勝てない。リスナーは負けても図書カードがもらえる。ほとんどの場合、1問目社会、2問目化学、3問目英語で固定されており、外語大卒業の増田に英語で勝つのは至難の業である。
- 国語の時間
  - 目指せ未来の放送作家 ますおかちゃんねるCM-1グランプリ - 毎回テーマとなる学研の参考書が決められ、20秒間のそのラジオCMのシナリオを考えるコーナー。優秀な2本のCMをプロが作成し、増田が採点する。勝ったほうのCMが次週に実際に学研のCM枠で流れ、図書カード2000円分がもらえる。増田はM-1グランプリの審査員のモノマネで採点する。
  - 2009年は公開録音で優勝者を決定した。2010年も4月から復活。
- 社会の時間
  - ダジャレで覚える世界の首都 - 世界の首都の名前を覚えられるようなダジャレを募集するコーナー。増田曰く「昭和の香りが漂うコーナー」。このコーナーは岡田がメールを読む。
- 聞くだけで5点アップ、受験の鉄人 - 受験シーズンに放送。予備校の有名講師が、受験の本番に際して気を付けるポイントや、直前でも点数を上げる方法などを解説する。
- 芸能講座（芸能ちゃんねる→芸能の時間 改め） - 増田が独自のルートで仕入れた芸能界のニュースを語る。
- 体育の時間（スポーツちゃんねる 改め） - 芸能講座のスポーツネタバージョン。
- ホームルーム - ますだおかだのどちらかが「日直」となり、フリートークをするが、途中で「今週のますおかちゃんねるの放送は、以上をもって終了させていただきます。続きはぜひ、ポッドキャスティングで。J・O・L・F、こちらは、ニッポン放送、ますおかちゃんねるです。」と飯田浩司のアナウンスで打ち切られる。

### 過去のコーナー
- 学級会（←メールちゃんねる 改め）
  - 世界一授業を受けたい先生 - 潰れかけの岡田大学を救うために有名人を講師に招いたゼミを考えるコーナー。岡田はいずれも却下しまくり、全く採用されない。
  - 学校目安箱 - 岡田校長に対して実現してほしい要望を送るという趣旨だが、岡田はいずれも却下するので全く採用されなかった。
  - 今週の学校裁判所 - テレビ裁判所の学校バージョン。
  - 今週のテレビ裁判所 - テレビ番組で起きたハプニングを岡田が裁判長として裁く。
- ランキングちゃんねる - 増田がいろいろなベスト3を紹介する。
- カラオケちゃんねる - 増田または岡田がお気に入りの曲を歌う。
- お知らせちゃんねる - 番組などの今後の予定を知らせる。
- CMちゃんねる - CMのジングル。
- 休み時間 - 学研の参考書を取り扱っている書店の担当者が電話で出演し、店の紹介をする。
- 講演会（←スターちゃんねる 改め） - エンディングコーナー。このころは「スター岡田」こと岡田の単独コーナー。

## スタッフ
- 構成作家・石川昭人
- サブ作家・本間俊彦
- 制作協力・株式会社φ、松竹芸能